# 薊馬
薊馬（英文：thrips），俗稱刺馬，是昆蟲綱纓翅目（學名：Thysanoptera）物種的通稱，目前約有7700個物種被描述。薊馬是一類體型微小的昆蟲，具有獨特的不對稱銼吸式口器。
纓翅目舊稱泡足目（Physopoda），因為該目昆蟲足部的跗節具有獨特的可外翻胞狀囊，使之可黏附在基底上。

## 形態描述

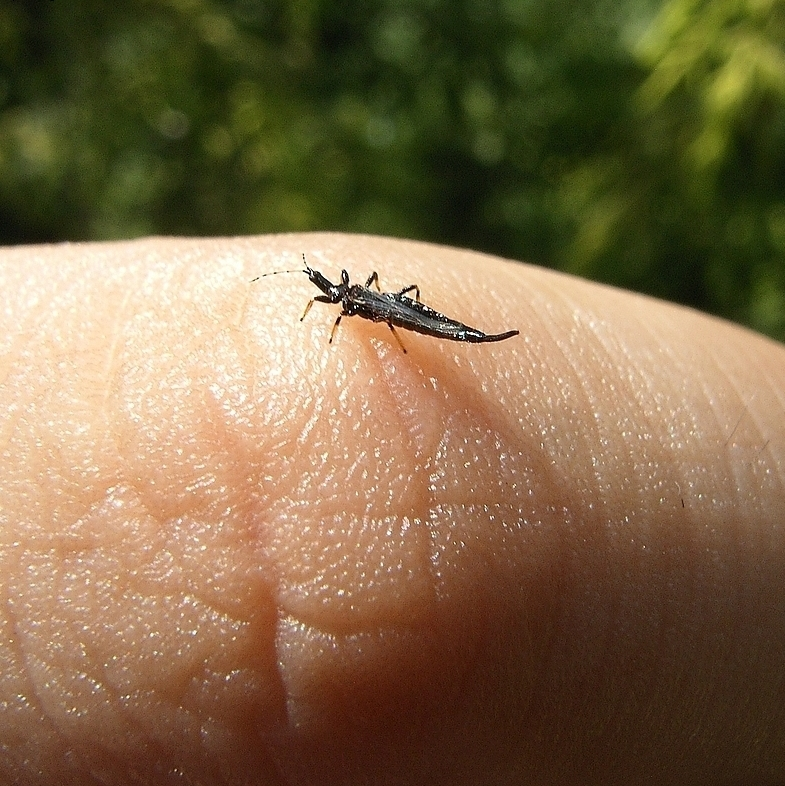
一隻放在手指頭上作大小比較的Ponticulothrips diospyrosi。

薊馬為小型而细长的昆蟲，體長0.5至5 mm:35，一般黄褐或黑色；眼睛发达；翅膀狭长，翅缘扁长，具有少数或无翅脉，不少種類的翅膀外緣有排列整齊的長細毛，故得名纓翅目；尾缺鬚。变态为渐进变态。
本目昆蟲有獨特的左右不对称穿透性銼吸式:36口器，通常在花朵上和花朵中發現。食性相當廣泛，當中有不少的種類是重要的農業害蟲：大多數種類是食植物性的，以花或花粉為食；也有些種類以真菌為食，而少數種類是以其他昆蟲（例如：其他小型昆蟲或者螨類）為食。

## 分類
纓翅目包括有5500個物種，按其產卵管（即其第十腹節:38）之形態再細分為兩個亞目:39：
錐尾亞目（Terebrantia）的物種有錐狀產卵管；
寬錐薊馬科 Adiheterothripidae
紋薊馬科 Aeolothripidae
斷域薊馬科 Fauriellidae
半薊馬科 Hemithripidae†
異薊馬科 Heterothripidae
Jezzinothripidae†
Karataothripidae†
黑薊馬科 Melanthripidae：部分文獻視為紋薊馬科之下的亞科:39；
食孢薊馬科 Merothripidae
Scudderothripidae†
Stenurothripidae
薊馬科 Thripidae
三疊紀薊馬科 Triassothripidae†
膜薊馬科 Uzelothripidae
管尾亞目（Tubulifera）物種的腹部並沒有伸出錐狀的產卵管並不是錐狀，而是管狀的。只有管薊馬科（Phlaeothripidae）一科，下分為管薊馬亞科（Phlaeothripinae）及寬薊馬亞科（Idolothripinae）兩個亞科:39。

## 社會行為
許多種類的薊馬會在植物上取食或產卵時形成癭。一些管薊馬科的物種例如：Kladothrips 屬與Oncothrips 屬，在癭中形成真社會性結構，類似於螞蟻，包含了具有繁殖能力的蟲以及沒有繁殖能力的士兵階級（相當於蟻群中的兵蟻）。

## 外部連結
- 維基物種上的相關：薊馬